# Skjeberg
Skjeberg ist eine Ortschaft in der norwegischen Kommune Sarpsborg in der Provinz (Fylke) Østfold. Der Ort hat 1594 Einwohner (Stand: 1. Januar 2024). Bis Ende des Jahres 1991 bestand die Kommune Skjeberg.

## Geografie
Skjeberg ist ein sogenannter Tettsted, also eine Ansiedlung, die für statistische Zwecke als eine städtische Siedlung gewertet wird. Der Ort liegt südöstlich der Stadt Sarpsborg in der südostnorwegischen Kommune Sarpsborg. Der Ort liegt in Küstennähe, da die Bucht Skjebergkilen vom Skagerrak in das Land hineinreicht. Im Westen der Ortschaft fließt der Bach Skjebergbekken an Skjeberg entlang.

## Geschichte und Kultur
Die Kommune Skjeberg wurde im Rahmen der Einführung der lokalen Selbstverwaltung im Jahr 1837 gegründet. Diese erstreckte sich in den Nordosten bis zur Glomma und hatte eine Fläche von rund 190 km². Verwaltungszentrum der damaligen Kommune war der Ort Borgenhaugen. Im Jahr 1968 wurde das von acht Personen bewohnte Hagelund an die Nachbarkommune Halden überführt. Zum 1. Januar 1992 wurde die Kommune Skjeberg mit zu diesem Zeitpunkt 14.295 Einwohnern gemeinsam mit Tune und Varteig in die Kommune Sarpsborg eingegliedert. Sarpsborg hatte vor der Zusammenlegung 11.826 Einwohner.
Die Skjeberg kirke ist eine Kirche aus dem 12. Jahrhundert. Die Kirche wurde im Mittelalter vergrößert.

Wappen der ehemaligen Kommune
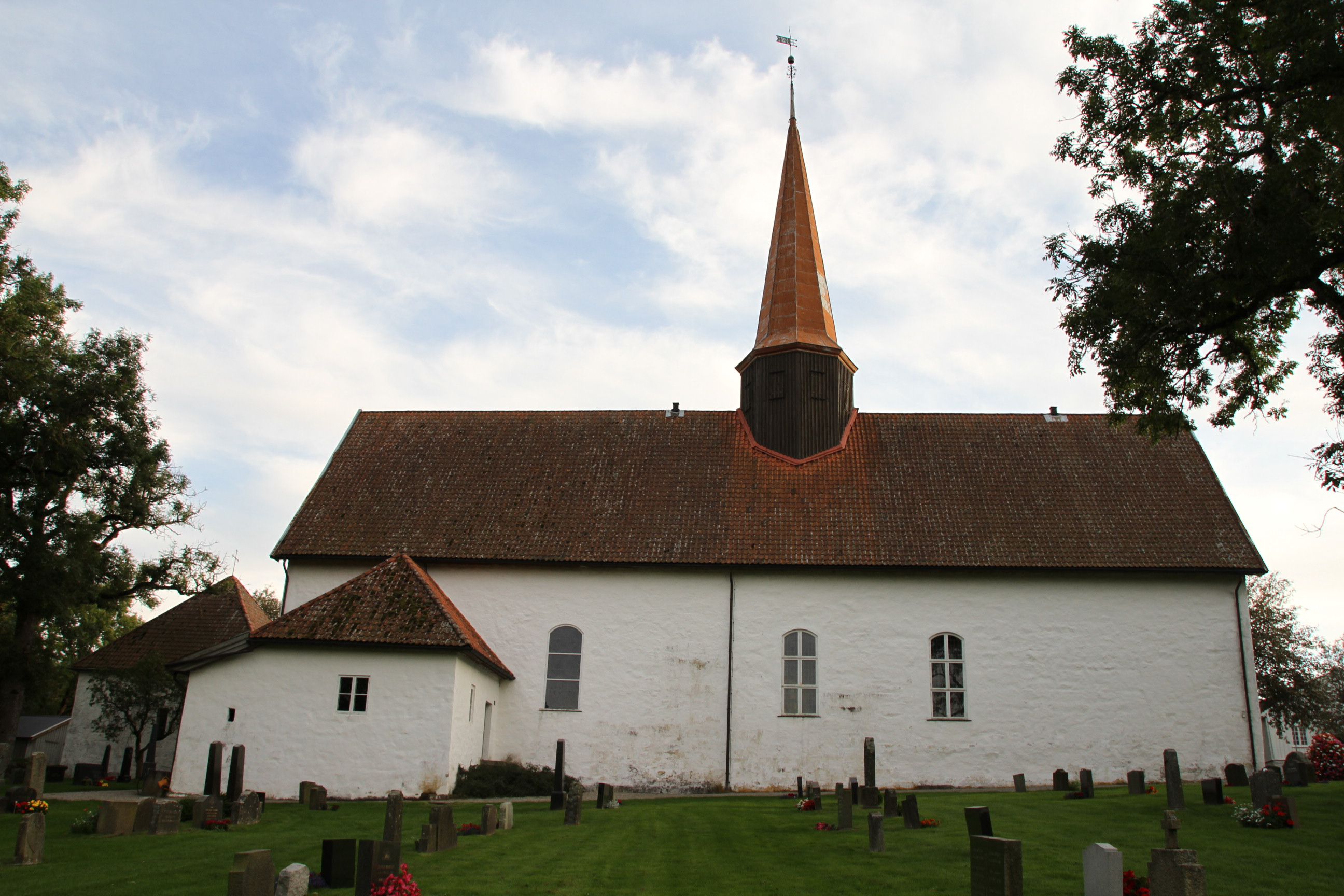
Kirche von Skjeberg

## Verkehr
Im Südwesten führt die Europastraße 6 (E6) an Skjeberg vorbei. Die E6 führt in südöstlicher Richtung an die schwedische Grenze. Richtung Nordwesten stellt sie die Anbindung in die Stadt Sarpsborg her. Von Skjeberg zur E6 führt der Fylkesvei 130. Durch den Ort führt zudem die Bahnlinie Østfoldbanen. Der von Peter Andreas Blix entworfene Bahnhof von Skjeberg wurde 1879 eröffnet. Der dortige Passagierverkehr wurde im Mai 1983 eingestellt. Der Bahnhof liegt in einer Entfernung von rund 120 Kilometern zum Osloer Hauptbahnhof Oslo S.

## Name
Skjeberg wurde im 14. Jahrhundert als Skialberg und Skiaberg erwähnt. Als altnordische Form wird *Skjalfberg vermutet.

## Persönlichkeiten
- Julius Fritzner (1828–1882), Geschäftsmann und Hotelier
- Ulrikke Brandstorp (* 1995), Sängerin